# Stoianovți, Vrața
Stoianovți (în bulgară Стояновци) este un sat în comuna Roman, regiunea Vrața,  Bulgaria. 

## Demografie
Componența etnică a satului Stoianovți
     Bulgari (98,4%)
     Nicio identificare (1,6%)
     Altele (0%)
La recensământul din 2011, populația satului Stoianovți era de 125 locuitori. Din punct de vedere etnic, majoritatea locuitorilor (98,4%) erau bulgari. Pentru 1,6% din locuitori nu este cunoscută apartenența etnică.